# 陸奥介氏
陸奥介氏（むつのすけうじ、むつのすけし）は、平安時代末から鎌倉時代にかけて、日本の陸奥国宮城郡八幡荘を根拠とした武士の一族である。姓は平氏。室町時代に八幡氏にとってかわられた。

## 解説
陸奥介は、陸奥国の国司の次官の官名である。平安時代の『今昔物語集』には、陸奥の国の介が勢徳ある者であったとある。これを陸奥介氏の先祖とする説には賛否あるが、鎌倉時代の陸奥介氏が平安時代に在庁官人として根を降ろした一族であろうことは疑いない。
鎌倉時代の初期には陸奥介景衡が陸奥国八幡荘を所領として認められていた。今の多賀城市八幡を中心にして、同市西南部と仙台市宮城野区の東部にまたがる地域である。八幡荘の本家・領家ははっきりしないが、後述する正安2年の争論が鎌倉幕府の政所で裁かれていることから、政所の直轄地、すなわち関東御領だった可能性が指摘されている。
景衡は寛喜2年（1230年）に八幡荘の一部である蒲生郷（仙台市宮城野区蒲生）と、鎌倉にあった鎌倉地という所領を娘を通じてその夫那須氏に譲り、貞永元年（1244年）に萩園郷（蒲生郷の東隣）も飯高氏に譲った。
景衡の孫に景綱があり、永仁7年（1299年）に八幡神社に鐘を奉納した。また、蒲生を領した那須氏と争って正安2年（1300年）に幕府の承認のもとで和解した。
室町時代に八幡荘を支配した八幡氏の系図「平姓八幡氏系譜」は、先祖の一人に景綱を据えながらも、その祖は下野国梁田郡保田荘の出で、平安時代末に陸奥国の八幡に来て八幡介を称したと伝える。陸奥介氏は南北朝時代までに保田氏（八幡氏・八幡介氏）にとってかわられたらしい。あるいは、系図の基本的な正しさを認め、陸奥介氏が改称して八幡氏になったとする説もある。